# Wellfleet (Massachusetts)
Wellfleet é uma vila localizada no condado de Barnstable no estado estadounidense de Massachusetts. No Censo de 2010 tinha uma população de 2.750 habitantes e uma densidade populacional de 29,98 pessoas por km².

## Geografia
Wellfleet encontra-se localizado nas coordenadas 41° 55′ 01″ N, 70° 01′ 33″ O. Segundo a Departamento do Censo dos Estados Unidos, Wellfleet tem uma superfície total de 91.72 km², da qual 51.26 km² correspondem a terra firme e (44.11%) 40.46 km² é água.

## Demografia
Segundo o censo de 2010, tinha 2.750 pessoas residindo em Wellfleet. A densidade populacional era de 29,98 hab./km². Dos 2.750 habitantes, Wellfleet estava composto pelo 96.95% brancos, o 0.8% eram afroamericanos, o 0.25% eram amerindios, o 0.47% eram asiáticos, o 0% eram insulares do Pacífico, o 0.55% eram de outras raças e o 0.98% pertenciam a duas ou mais raças. Do total da população o 1.49% eram hispanos ou latinos de qualquer raça.